# Astragalus gymnolobus
Astragalus gymnolobus är en ärtväxtart som beskrevs av Fisch.. Astragalus gymnolobus ingår i släktet vedlar, och familjen ärtväxter. Inga underarter finns listade i Catalogue of Life.